# Цитронелол
Цитронелол, або дигідрогераніол, є природним ациклічним монотерпеноїдом. Обидва енантіомери зустрічаються в природі. Поширеніший ізомер (+)-Цитронелол міститься в цитронеловій олії, включаючи Cymbopogon nardus (50 %). (-)-Цитронелол також широко поширений, особливо багато його міститься в оліях троянди (18-55 %) і пеларгонії.

## Виробництво
Щорічно виробляється кілька мільйонів кілограмів цитронелолу. В основному його отримують гідрогенізацією гераніолу або неролу з хромітом міді як каталізатором. Для виробництва енантіомерів використовують гомогенні каталізатори.

## Використання
Цитронелол використовується в парфумерії та як віддушка в миючих засобах. Серед різних видів застосування один із енантіомерів є кращим — це компонент олії цитронелли, засобу від комах.
Цитронелол використовується як сировина для виробництва каталізатору розеноксиду. Також є попередником багатьох комерційних ароматичних речовин, таких як цитронеллоацетат, цитронеллілоксиацетальдегід, цитронеллілметилацеталь і етилцитронелілоксалат.

## Здоров'я та безпека
FDA США вважає цитронелол безпечним (GRAS) для використання в харчових продуктах. Цитронелол підлягає обмеженням щодо його використання в парфумерії, через певну чутливість людей до нього, але ступінь, з якої цитронелол може викликати алергічну реакцію у людей, є спірною.
Для шкіри цитронелол є безпечним у разі його використання як засобу від комах.